# Pliophenacomyini
Pliophenacomyini – plemię ssaków z podrodziny karczowników (Arvicolinae) w obrębie rodziny chomikowatych (Cricetidae).

## Zasięg występowania
Plemię obejmuje gatunki występujące w Ameryce Północnej.

## Podział systematyczny
Do plemienia należą następujące występujące współcześnie rodzaje:
- Phenacomys Merriam, 1889 – wrzosownik
- Arborimus W.P. Taylor, 1915 – drzewik

Opisano również rodzaje wymarłe:
- Guildayomys Zakrzewski, 1984[7]
- Pliolemmus Hibbard, 1938[8] – jedynym przedstawicielem był Pliolemmus antiquus Hibbard, 1937
- Pliophenacomys Hibbard, 1938[9]
- Protopliophenacomys Martin, 1994[10] – jedynym przedstawicielem był Protopliophenacomys parkeri (Martin, 1975)